# Трёхпалая амфиума
Трёхпалая амфиума (лат. Amphiuma tridactylum) — вид земноводных семейства амфиумовые, обитающий в Северной Америке.

## Внешний вид
Общая длина колеблется от 45 до 76 см, максимальная длина — до 106 см. Туловище сильно вытянутое, округлое в сечении, покрыто 57—60 костальными бороздками. Голова уплощённая, с крупным ртом и мелкими глазами, присутствуют также небольшие жаберные щели. Имеет четыре крошечных конечности с тремя пальцами на каждой. Хвост короткий, занимает около четверти общей длины. Окраска сверху от коричневой до серовато-чёрной, а снизу светло-серая. Морда несколько светлее остальной головы.

## Ареал и места обитания
Обитает на юге США, являясь эндемиком страны, распространена преимущественно к западу от западной Алабамы через Луизиану и Миссисипи до  долины реки Бразос в восточном Техасе. На север по долине Миссисипи доходит до юго-восточной части Миссури и крайнего юго-запада Кентукки. На юго-востоке ареал перекрывается с ареалом угревидной амфиумы.
Населяет разнообразные полуводные и водные местообитания, такие как низменные заболоченные леса, байу, сообщества болотного кипариса, медленнотекущие  и известковые водоёмы, а также канавы. Предпочитает водоёмы с обильной растительностью. Часто встречается в норах раков. Редко покидает водоёмы. 

## Образ жизни
Активна ночью. Пищей является рыба, дождевые черви, ракообразные, беспозвоночные, мелкие змеи. Может стать иловых змей, щитомордников, птиц и аллигаторов
Брачный сезон длится с января по май с пиком в марте после ливней. В это время самцы устраивают поединки за самок. Спаривание происходит на мелководье. В ходе него самка трутся мордой о тело самца и проскальзывают под него так, чтобы соприкоснуться клоаками. Самка строит гнездо с апреля по октябрь. Затем откладывает до 200 (в среднем 40—150) яиц в чётковидных нитях в норы и пустоты под брёвнами, обвиваясь вокруг них. Инкубация яиц занимает 4—5 месяцев, по прошествии которых из них выходят личинки. Ещё через три недели они проходят метаморфоз. Половой зрелости достигают спустя около 3—4 лет.